# タワー島
タワー島(Tower Island)は、長さ8km、標高305mの南極の島である。トリニティ島の32㎞北東に位置し、パルマ群島の北東端を構成する。パールロックスは、この島の西岸から離れた所に位置する。1820年1月30日に、この島を丸い島と記述したイギリス海軍船長エドワード・ブランスフィールドによって名付けられた。

## 地図
- Trinity Peninsula. Scale 1:250000 topographic map No. 5697. Institut für Angewandte Geodäsie and British Antarctic Survey, 1996.